# O público imaginário
The Phantom Public. A sequel to "Public Opinion" (O público imaginário. Uma continuação do livro "a opinião pública") é uma obra do jornalista estadounidense e crítico dos meios Walter Lippmann publicada em 1925. O livro trata sobre o papel do público na democracia. Lippmann representa uma posição de elitismo: Uma elite funcional dos especialistas determina - no modelo como na realidade - o processo político através de assessorar aos políticos e pelo controle da opinião pública. A mensagem central desta monografia é que a definição substantiva e deliberativa da democracia é uma idealização pouco realista, já que o público que segundo a teoria determina o processo de tomada de decisões, só existe como ilusão, mito ou "fantasma". Carl Bybee comentou que Lippmann via no público uma ficção teórica e considerava a política de os governos como assunto administrativo que deveria ser resolvido o mais eficientemente para que a gente pudesse seguir perseguindo os seus objectivos privados individuais.

## O contexto
Lippmann tinha já recolhido muitas experiências aleccionadoras da propaganda de guerra na Primeira Guerra Mundial e da ascensão de Mussolini, as quais representava na sua obra anterior e melhor conhecida,  Public Opinion (1922). O Subtítulo do Público Imaginário indicou-o como continuação, mas devido à percepção de seu estilo supostamente frio, pessimista e cínico a obra nova suscitou mal-estar e incerteza e permaneceu, por muito tempo, bastante desatendido, apesar de ser uma das representações mais claras e reveladoras de Lippmann em sua crítica dos princípios da democracia, bem mais que a de Public Opinion.
John Dewey publicou uma célebre resposta, "The Public and its Problems" (1927), na que, aparte de amplo consentimento à parte diagnóstica, protestava contra as soluções propostas. Segundo Dewey, a Democracia não era, desde sempre, fictícia, sina só "eclipsada" no tempo sociedade de massas dominada pelos meios de comunicação. Dewey  pensava que era ainda posíble renovar uma política orientada à democracía, já que vió aos cidadãos  como seres educáveis, capaz de participar racionalmente no discurso público, uma vez que se tinha criado um marco adequado da comunicação.

## Conteúdo
Lippmann critica o conceito do público, que o cria encontrar na discussão contemporânea. Neste conceito, supostamente, se pressupunha um cidadão soberano e universalmente competente. (p. 21) Lippmann criticou os aspectos deste conceito, a ideia que o "povo" seria uma entidade colectiva com vontade e consciência (160), um organismo "formandose de uma multidud de celulas individuais" (147), um mecanismos de comando (77), uma instituição definible com regras fixas pelo pertence da cada um (110), a encarnación de percepções universais, cosmopólitas e desinteresadas (168-169), e uma instância moral (106).Segundo Lippmanns o público, pelo contrário, é um "mero fantasma", uma abstracção (77), elemento de uma filosofia equivocada (200) que tem a sua base um mito da sociedade (147). De seu ponto de vista, as teorias da democracia pressupunham que o público poderia controlar os assuntos públicos de maneira competente, o trabalho do governo seria ou pudesse ser uma expressão da vontade popular.
Na contramão desta idealização e obfuscación do que vê como realidade,  Lippmann propõe seu modelo de duas classes. A população compõe-se  por actores e espectadores, pelos "insiders" e "outsiders". Os actores podem actuar como "executivos", isto é, de forma adequada e politicamente competente. A base de sua concorrência é o entendimento dos factos fundamentais.  os integrandes do público, ao revés, como espectadores, parecem incapacitados. Por suposto, ninguém tem a capacidade de actuar em todas as áreas como supõem os mitos da democracia e do cidadão responsável. A cada um pertiene aos dois grupos, os indivíduos mudam entre os dois papéis (110). O público, no entanto, em sua maioria  parece sempre passivo, o "mudo espectador no fundo" (13), como os indivíduos pelo geral põem interesse só em seus assuntos e relações pessoais e particulares, não nos temas que determinam a política, dá a qual eles normalmente têm muito pouco conhecimento..
A tarefa particular e a capacidade única dede a opinião pública é, num momento de desordem social ou uma falta de adaptação da política à situação da Sociedade, de controlar o exercício da autoridade do estado. (74) A opinião pública responde aos erros do governo por eligir outro governo. No entanto, ela não vai à acção por sua própria vontade, sina iniciada e guiada pró os políticos e experientes da oposição, quem podem analisar e avaliar pelo povo. O público não é capaz de uma decisão racional  num tempo de crise. "A opinião pública não é um factor racional... Não discute, analisa, inventa, não negocia, e não conduz a uma solução. (69). Tem o poder sobre os actores só através da formação da opinião, qual dos grupos seja o melhor para resolver os problemas pendentes. "Quando a gente se posiciona para as intenções dos demais, isso significa actuar como público" (198). Este controle do uso de poder é o máximo de de o quese pode  esperar do público, seu propósito particular.
Lippmann apresenta uma posição elitista. Ele confia principalmente nos actores envolvidos em processos reais, os quais mostram iniciativa e podem, organizar, manejar os assuntos e resolver problemas. Em seu trabalho valoroso, eles deveriam ser livres da intervenção dos espectadores ignorantes e prepotentes. (198/199).

## Recepção
Em sua publicação de 1999, Eric Alterman pensa detectar o defeito principal na argumentação de Lippmann em duas supociones infundadas  Lippmann crê, que os experientes adquirem os conhecimentos especializados numa área científica de neutralidade  através da cooperação dos actores políticos, em lugar de fazer um chanchullo pelo benefício dos dois a expensa dos demais. A segunda presuposición de Lippmann é que os experientes conhecem e respeitam os interesses dos outsiders, isto é, da massa da população, e promovem soluções para o bem comum,  apesar do facto que se encontram em estreita colaboração com a dirigente elite político. A teoria de Lippmann parece falhar no momento que uma das suposições é incorreta. Neste caso os experientes, em lugar de representar a Democracia voltar-se-iam cúmplices de sua descomposição.
Wilfred M. McClay commentó em 1993 que a atualidad da obra de Lippmann era permanente. Sua importância para o futuro seria evidente. The Phantom Public era ainda mais valioso, por ser mais rico e revelador que Public Opinion.

## Citas
“These various remedies, eugenic, educational, ethical, populist and socialist, all assume that either the voters are inherently competent to direct the course of affairs or that they are making progress towards such an ideal. I think [democracy] is a false ideal.” (S. 151) 

"Estes diversos remédios, eugenistas, pedagógicos, éticos, participativos e socialistas, todos eles pressupõem que os votantes sejam, pró seu natura, competentes para dirigir, para progredir para este ideal. Eu acho que [a democracia] é um ideal falso." (p. 151)
"The fundamental diferencia which is that matters entre insiders and outsiders. Their relaciones públicas a un problema are radically different. Only the insiders can make decisions, not because he is inherently a better man but because he is para placed that he can understand and can act. The outsider is necessarily ignorante, usually irrelevante and often meddlesome, because he is trying to navigate the ship from dry país. – En el corto, like the democratic theorists, they miss the essence of the matter, which is that competence exists only in relation to function; that men are not good, but good for something.; that men cannot be educated, but only educated for something." (P. 140)

"A diferença fundamental e decisiva é a entre insiders e outsiders. São absolutamnte diferente em sua relação á os problemas. Só os actores podem tomar decisões, não por ser pessoas melhores, sina porque estão situados dentro dos factos têm obtido a capacidade de entender e actuar. O outsider, inevitavelmente, fica sem concorrência, sem relevância e, a se pöne com frequência molesto, porque ele, por assim o dizer, tenta navegar a nave desde a terra. - Em resumo, o outsider como os teóricos da democracia, desacerta a esencia das coisas que consiste em que a concorrência e a função sempre e só existem juntos.  As pessoas não são simplesmente "boas", mas só estão bem para certas coisas, não são universalmente educados, sina só apropriadamente formados para certos assuntos "